# Round Maple
Round Maple er en landsby i Suffolk, England, der ligger i nærheden af Edwardstone. Den har 4 fredede bygninger, herunder The Flushing, Seasons, Quicks Farmhouse og Hathaway Cottage Little Thatch.